# Hors-champ
Cet article possède un paronyme, voir Orchampt.
Le hors-champ est l'ensemble des éléments qui n'apparaissent pas dans le cadre d'une image. Cette expression désigne notamment la partie de la scène qui n'apparaît pas dans un plan d’un film parce qu'elle n'est pas interceptée par le champ de l'optique de la caméra, que ce champ soit invariable (plan fixe) ou variable (plan où la caméra effectue un mouvement (panoramique et/ou travelling et/ou un zoom). Le hors-champ n'est ainsi pas enregistré sur la pellicule mais peut être suggéré par divers éléments de l'image ou du son.

## Explication grammaticale
La locution adverbiale « hors champ » qualifie une manière de laisser certains éléments en dehors du champ de vision du spectateur (par exemple dans la phrase « une voix crie hors champ »).
Cette locution est parfois adjectivée (transformée en adjectif, comme dans « un hurlement hors champ ») ou substantivée (transformée en nom commun, comme dans « le hors-champ est suggéré par le regard du personnage »).
Le substantif « hors-champ » (écrit avec un tiret) désigne donc ce qui n'apparaît pas à l'écran dans une œuvre audiovisuelle.

## Hors-champ et hors-cadre
L’équipe technique du tournage utilise le terme de hors-cadre, qui fait partie du jargon professionnel. Il s’agit de la même chose que le hors-champ, mais ramenée au souci premier de l’opérateur de prises de vues, qui est de cadrer les personnages ou le décor, sans faire entrer dans son image des éléments extérieurs au sujet, ou devant intervenir plus tard au cours du déroulement du plan (par exemple, avec une « entrée de champ » d’un personnage, comme on dit). Pendant la préparation du plan, l’opérateur de prises de vues peut ainsi prévenir le perchman, qui tient le micro le plus près possible de la scène jouée : « Attention, tu es bord cadre à gauche ! ». Ce qui veut dire que si le perchman s’approche encore par mégarde, son micro apparaîtra dans le cadre de l’image, forçant l’opérateur à interrompre la prise : « Perche ! ». Alors que le hors-champ définit la scène en 3D, le hors-cadre définit la scène en 2D, comme sur un dessin (avec la notion utilitaire de bord cadre).
Dans un tournage, les décorateurs et les accessoiristes débarrassent tout objet qui n’a rien à faire dans le champ de la caméra, et repoussent ainsi cet objet hors-champ, y compris hors du champ qui sera balayé par l’objectif au cours d’un mouvement de caméra. Bien entendu, l’équipe de tournage se tient toujours hors-champ, sauf si le réalisateur a prévu qu’elle apparaisse en partie, le perchman par exemple, pour rappeler de force au spectateur qu’il voit un film où la réalité est reconstruite à l’aide de machines, et non pas la réalité objective.

## Hors-champ et dramaturgie
« D’autre part, le cinéma est un langage », nous rappelle le critique et théoricien du cinéma André Bazin. Et en effet, le hors-champ est utilisé couramment pour sa valeur dramatique intrinsèque.

### Le hors-champ des répliques
Quand au cours d’un dialogue un comédien est filmé en plan mi-moyen (coupé à la taille) ou en plan rapproché (coupé à mi-poitrine), le partenaire se tient hors-champ pour lui donner la réplique. Le réalisateur se doit donc de diriger aussi le hors-champ, et donner des indications à ce comédien non filmé mais dont la présence sur le plateau est indispensable. À son tour, ce comédien est filmé en contrechamp, et le premier lui donne alors la réplique en se tenant hors-champ. 

« On dit d’un comédien qu’il est à l’image quand il est dans le champ de la caméra, on dit qu’il est hors-champ quand il n’est pas visible. De même, sa voix peut être en in, quand il est dans le champ, ou en off, quand le personnage est hors-champ. Sa voix hors-champ peut aussi alterner avec son image dans le champ au travers du découpage en plans ou des mouvements de caméra, il peut être tantôt vu par la caméra, tantôt hors de sa vue, mais entendu par le micro. »

Certains réalisateurs préfèrent tourner ce genre de scène de dialogue avec deux caméras fonctionnant en même temps, assurant le champ et le contrechamp dans la même prise de deux plans simultanés. Ce dispositif, efficace aussi bien pour le jeu des comédiens qu’en termes de gain de temps, a l’inconvénient de coûter plus cher, toute erreur dans le texte d’un des comédiens forçant à recommencer la prise avec les deux caméras. 

« Le ou la monteuse prend tantôt telle phrase sur tel personnage et la réplique sur l’autre personnage, tantôt reste sur l’un des personnages qui écoute l’autre, avec toutes les variantes possibles. Les spectateurs ne verront jamais les champs ou les contre champs que le montage a éliminés. Ces hors-champ seront morts pour de bon, mais ils auront permis à chaque comédien d’entretenir son jeu devant la caméra en puisant sa force dans le jeu de son partenaire placé hors-champ. »

D’autre part, des réalisateurs préfèrent traiter les scènes de dialogue en plan américain (coupé à mi-cuisses) avec les deux personnages dans le même cadre, ou dans un plan-séquence, au cours desquels la caméra passe de l’un à l’autre des comédiens par des mouvements qui peuvent aussi assurer des cadrages incluant les deux ou trois comédiens vus ensemble.
Le steadicam est l’instrument idéal de ce genre de plan-séquence. Un duo de steadicams, voire un trio, permet, notamment dans les séries, un gain de temps dans le positionnement des caméras par rapport à la scène filmée et un bonus de vérité dans les affrontements verbaux, qui contrebalancent largement les dépenses supplémentaires de pellicule. Supprimant ce surcoût, l’arrivée du numérique a imposé la configuration de tournage à deux ou trois steadicams dans les séries, le hors-champ étant réduit alors à sa plus simple expression, celui de l’équipe, avant d’entreprendre le montage proprement dit, le monteur n’a plus qu’à éliminer des trois plans tournés en simultané, toute entrée involontaire d’une caméra et de son opérateur, ou de toute autre technicien, dans le champ d’une quelconque des caméras.

### L’entrée (et la sortie) de champ
Aux débuts du cinéma, les entrées ou les sorties de champ des comédiens s’effectuaient comme au théâtre, par les ouvertures naturelles de la scène : à droite ou à gauche du cadre, et par le fond (porte de décor), puisque le plan était en général un plan fixe, en pied (plan moyen), voire un plan plus large (de demi-ensemble par exemple). « Méliès tendait des ficelles de part et d’autre du champ à filmer et demandait à ses comédiens de ne pas franchir ce bornage du cadre » Il utilisait aussi les marques à la craie, tracées au sol.

« Dans son Jeanne d’Arc, Georges Méliès se sert du hors-champ pour tripler le nombre de ses figurants, quand les soldats de la sainte guerrière défilent dans une rue de Domremy, passant de gauche à droite devant la caméra, puis, dès qu’ils sont sortis du champ, galopent derrière le décor pour repasser tout farauds une deuxième fois devant l’objectif, puis une troisième fois… Voilà une utilisation économique et astucieuse de la sortie et de l’entrée de champ ! »

La découverte du découpage d’une scène en plusieurs plans, que l'on doit aux cinéastes de l’École de Brighton, a libéré les films de ce point de vue « qui voit tout le décor, du cintre à la rampe. »
L’une des plus anciennes utilisations dramatiques du hors-champ est une comédie : A Chess Dispute (Partie d’échecs mouvementée), réalisée en 1903 par l’anglais Robert William Paul. Deux jeunes gens élégants disputent une partie d’échecs à la table d’un café, l’un d’eux triche, le ton monte, ils en viennent aux mains et roulent à terre, ils disparaissent hors-champ, en dessous du cadre.

« On ne voit du combat que son évocation, une jambe surgit du bas de l’écran, un torse se dresse pour retomber aussitôt, des pièces de vêtements volent en tous sens, jusqu’à l’arrivée du maître des lieux qui récupère les bagarreurs et les remonte dans le champ de la caméra en les tenant par le cou. On découvre alors qu’ils sont tous deux en piteux état. Cette fois, Robert William Paul révèle un espace hors-champ qui n’est pas celui de l’équipe technique et de la caméra. Il suggère un jeu des comédiens, dont on ne voit que des bribes. Ainsi, cacher l’essentiel constitue en soi un gag. »

Dans le déroulement des plans au cours d’une scène, le hors-champ de chaque plan permet de faire entrer à tout moment un personnage dans le champ de la caméra, sans faire usage d’une porte ou d’un élément du décor. Du hors-champ peuvent surgir différents dangers.
Par exemple, dans Thelma & Louise, la tentative de viol de Thelma par un Texan machiste, Harlan, est interrompue à temps par Louise. « Une voix crie hors-champ : “Lâche-la !”, mais, tout à son affaire, le violeur ignore la menace jusqu’à ce qu’un revolver vienne se planter au creux de sa nuque. » C'est seulement le plan suivant qui montre enfin Louise braquant Harlan avec son arme et le menaçant de lui exploser la cervelle.
Cet exemple amène à une autre utilisation du hors-champ, qui est certainement la plus importante : le hors-champ sonore.

### Le son hors-champ
Dans les deux plans cités de Thelma & Louise, la présence de Louise sur le lieu du drame est d’abord signalée par sa voix off : “Lâche-la !” dans le premier plan, puis par l’entrée de champ du revolver, accompagnée du cliquetis caractéristique et menaçant de la levée du chien de l’arme. Et seulement alors, dans un deuxième plan du découpage, la vue de Louise, hors d’elle, braquant son revolver sur le sadique. Cet exemple montre que le son est un élément primordial dans l’utilisation dramatique du hors-champ.

Dès 1931, le son off a été magistralement illustré par Fritz Lang dans M le maudit. Quand la mère d’Elsie, la première victime dans le récit, attend sa fillette, qui ne viendra plus mais la mère l’ignore encore, les minutes passent, l’inquiétude maternelle augmente. 

« Elsie devrait être rentrée. On sonne, la mère se précipite, pleine d’espoir, mais c’est un familier à qui elle demande s’il a vu sa fille. « Non! » La mère appelle alors par la fenêtre, désespérée, « Elsie! Elsie! » L’escalier de l’immeuble est désert. « Elsie! » Le grenier de l’immeuble est vide aussi. « Elsie! » L’assiette de sa fille attend sur la table de la cuisine, les couverts sont bien alignés, la chaise de l’enfant est vide. « Elsie! » Le ballon d’Elsie émerge d’un buisson et roule dans l’herbe. La baudruche gonflée, abandonnée, est entraînée dans les fils électriques où elle s’accroche pour enfin s’envoler hors du cadrage. Fondu de fermeture. »

La voix éplorée de la mère appelant sa fille porte la scène à son paroxysme tragique, que l’instant du meurtre hors-champ (le ballon que lâche la malheureuse petite victime en signale l’occurrence), et le symbole de la baudruche offerte à Elsie par le pédophile, s’envolant et disparaissant hors-champ dans les airs, concluent avec force cette séquence bouleversante.
De la même façon, les films d’épouvante, fantastiques ou thrillers, utilisent le hors-champ sonore pour annoncer un danger que le spectateur ne peut pas encore voir, mais dont le bruit lui fait imaginer le pire. Le suspense fonctionne jusqu’à ce qu’un plan dévoile enfin la source du danger. La scène qui suit ce suspense est alors nécessairement une scène d’action.
Par exemple, dans Les Oiseaux, Alfred Hitchcock utilise le hors-champ sonore a contrario, quand Mélanie attend la fin de la classe de Kate, l’institutrice. On entend les enfants qui chantent off une comptine, avec une mélodie et des paroles en boucle. La comptine a deux fonctions dans cette dramaturgie filmique : dilater le temps par son cycle recommencé et, « rendre plausible le fait que Mélanie n’entend pas les oiseaux s’approcher et se poser derrière elle. Hitchcock lance alors une action qui paraît banale, Mélanie allume une cigarette. Elle essaye de calmer sa nervosité car elle a eu le temps d’annoncer à Kate qu’elles avaient à discuter de choses graves. De quoi, on ne le saura jamais, le décompte est lancé avant l’attaque des corbeaux, il va durer le temps de la combustion de la cigarette. Pendant ce temps, le spectateur peut voir les volatiles se poser dans le dos de Mélanie sur les perchoirs à enfants installés dans la cour de l’école. Quand elle a fini sa cigarette, la jeune femme remarque enfin le passage d’un corbeau et suit du regard sa trajectoire. Le plan subjectif arrive en panoramique sur les corbeaux, innombrables, une fin de panoramique qui fait froid dans le dos [fin du suspense]. Ce que Mélanie voulait dire à Kate n’a plus d’importance maintenant, la seule urgence est d’organiser le sauve-qui-peut des enfants, car les vitres de l’école ne résisteront pas aux coups de bec » [début de la scène d’action].
Le découpage de cette scène de suspense figure sous forme du storyboard dans le livre Hitchcock/Truffaut.
Mais le hors-champ sonore, riche en possibilités, ne génère pas que de l’angoisse. À preuve la séquence d’Amadeus dans laquelle Salieri raconte au jeune prêtre venu l’entendre en confession, « comment il avait été bouleversé, poussé aux larmes, prêt à défaillir, quand il avait compris le génie de son rival. Cette séquence le montre en train de déchiffrer mentalement plusieurs partitions de Mozart, et sa voix off commente les merveilles étalées devant ses yeux tandis que l’on entend la musique telle qu’elle se joue dans sa tête. Vaincu par la perfection de ce qu’il entend, il laisse tomber les partitions qui s’éparpillent sur le sol. »